# Chirayinkeezhu
Chirayinkeezhu (malabar: ചിറയിൻകീഴ്) es una localidad del estado indio de Kerala perteneciente al distrito de Thiruvananthapuram.
En 2011, el gram panchayat que formaba la localidad tenía una población de 29 907 habitantes, siendo nominalmente la sede de un taluk con una población total de 339 785 habitantes. Pese a dar nombre al taluk, el centro administrativo se ubica en la vecina ciudad de Attingal, con la cual forma una conurbación. El taluk comprende, además del municipio de Attingal, los siguientes gram panchayat: Alamcode, Azhoor, Chirayinkeezhu, Edakkode, Kadakkavoor, Keezhattingal, Kilimanoor, Ponganadu, Koonthalloor, Koduvazhannoor, Mudakkal, Nagaroor, Pazhayakunnummel, Perunguzhi, Pulimath, Sarkara-Chirayinkeezhu, Vakkom y Vellalloor.
La localidad fue fundada como un puerto marítimo europeo bajo el nombre de Anjengo o Anjenga, que estuvo habitado por portugueses, neerlandeses y británicos. Bajo el nombre de Anchuthengu, se conservan numerosos monumentos en el casco antiguo de la localidad junto a la costa.
Se ubica en la costa del mar Arábigo, unos 20 km al noroeste de la capital distrital Thiruvananthapuram. El río Vamanapuram desemboca aquí, formando los lagos de Anchuthengu.